# 1676 az irodalomban
Az 1676. év az irodalomban.

## Új művek
- A Szép Magelona prózában írt elbeszélés; (Kedves és nyájas Historia Szep Magyelonarol…, Lőcse), fordítás németből; talán egy bizonyos Tesseni (Tessényi?) Vencel munkája.[1]

### Drámák
- Thomas Otway tragédiája: Don Carlos, bemutató.
- William Wycherley The plain dealer' (A tisztességes ember) című komédiájának bemutatója Londonban.

## Születések
- március 27. – II. Rákóczi Ferenc magyar főnemes, a Rákóczi-szabadságharc vezetője, erdélyi fejedelem. Emlékiratai irodalmi szempontból is kiemelkedő jelentőségűek († 1735)
- június 3. – Apor Péter történetíró, főispán († 1752)

## Halálozások
- június 7. – Paul Gerhardt evangélikus lelkész, német költő (* 1607)
- augusztus 17. – Hans Jakob Christoffel von Grimmelshausen prózaíró, a német barokk legnagyobb képviselője (* 1622)